# Piper sanmiguelense
Piper sanmiguelense är en pepparväxtart som beskrevs av Trel. & Yunck.. Piper sanmiguelense ingår i släktet Piper och familjen pepparväxter. Inga underarter finns listade i Catalogue of Life.